# 恩阳州
恩阳州，清朝时设置的州。
光绪五年（1879年）以阳万州改名，治所在今广西壮族自治区田阳县西。1913年废州，改恩阳县。 